# Вулиця Сергія Висоцького
Ву́лиця Сергія Висоцького — вулиця в Солом'янському районі міста Києва, селище Жуляни. Пролягає від Гуцульської до Повітрофлотської вулиці.

## Історія
Вулиця виникла наприкінці 2010-х роках під проєктною назвою Проєктна 12976.
Сучасна назва на честь історика й археолога, фахівця у галузі давньоруської культури, дослідника графіті і фресок Софії Київської Сергія Висоцького — з 2019 року. 